# Hangzhou
Hangzhou 杭州 er en kinesisk subprovinsiel by med ca. 6,5 millioner indbyggere. Byen ligger i Yangtze-flodens delta ved Qiantang-floden og er hovedstad for Zhejiang-provinsen og ligger ca. 180 km sydvest for landets største by Shanghai.
Hángzhōu har været hovedstad i to omgange; for kongedømmet Wu Yue (904-978 – kongedømmet var et af flere i Kina), og under Det sydlige Song-dynasti (1127 – 1279 – byen blev da kaldt Lin'an 临安; (pinyin: Lín'ān).
Byen er kendt for sin smukke beliggenhed, ved søen Xihu (vestsøen), som især fremhæves. Søen har forbindelse med Qiangtang-floden, som løber ud i Hangzhou-bugten. Frem til byens næsten totale ødelæggelse i 1862 under Taipingoprøret blev den regnet for en af Østasiens smukkeste byer.
Hángzhōu ligger ved sydenden af Kejserkanalen.

## Administration
Som administrativ enhed på subprovinsniveau omfatter Hángzhōu 13 byer, amter og distrikter:
- Byer på amtsniveau:

Jiande

- Amter:

Tonglu
Chun'an
- Distrikter:

Shangcheng
Xiacheng
Xihu
Gongshu
Jianggan
Binjiang
Xiaoshan
Yuhang
Fuyang
Lin'an

## Klima
| Vejr for Hangzhou                 | Vejr for Hangzhou | Vejr for Hangzhou | Vejr for Hangzhou | Vejr for Hangzhou | Vejr for Hangzhou | Vejr for Hangzhou | Vejr for Hangzhou | Vejr for Hangzhou | Vejr for Hangzhou | Vejr for Hangzhou | Vejr for Hangzhou | Vejr for Hangzhou | Vejr for Hangzhou |
|                                   | Jan               | Feb               | Mar               | Apr               | Maj               | Jun               | Jul               | Aug               | Sep               | Okt               | Nov               | Dec               | År                |
| --------------------------------- | ----------------- | ----------------- | ----------------- | ----------------- | ----------------- | ----------------- | ----------------- | ----------------- | ----------------- | ----------------- | ----------------- | ----------------- | ----------------- |
| Gennemsnitlig maks °C             | 8,3               | 10,3              | 14,8              | 21,1              | 26,3              | 29,1              | 33,6              | 32,8              | 28,2              | 23,2              | 17,3              | 11,3              | 21,4              |
| Gennemsnitlig min °C              | 1,8               | 3,5               | 7                 | 12,4              | 17,5              | 21,4              | 25,2              | 24,9              | 20,9              | 15,4              | 9,3               | 3,7               | 13,6              |
| Gennemsnitlig nedbør mm           | 81                | 88                | 141               | 123               | 129               | 219               | 173               | 162               | 124               | 79                | 72                | 49                | 1.440             |
| Kilde (27. februar 2019): TurVejr |                   |                   |                   |                   |                   |                   |                   |                   |                   |                   |                   |                   |                   |

## Historie
Den syv tusind år gamle neolitiske Hemudukultur blev opdaget i dette område. Dette var den første risdyrkende kultur i det sydøstlige Kina.
Denne vestlige del af nutidens Zhejiang-provins var fra slutningen af 700-tallet f.Kr. en del af den gamle stat Wu. Wus kerneområde var i provinsen Jiangsu. Wu lå fra 510 f.Kr. i stadige krige med den østlige nabostat Yue, som dominerede det vestlige Zhejiang. Yue viste sig at være den stærkere part, og erobrede Wu i 473 f.Kr.. Fra da af blev det indlemmet i den løse feudalstat Zhou men beholdt i virkeligheden sin selvstændighed. Yue blev senere erobret af andre sådanne lensstater, først af Chu i 334 f.Kr. og til sidst av Qin i 223 f.Kr..
Byen Hángzhōu blev grundlagt under Qin-dynastiet. Navnet Hángzhōu er første gang kildefast i 589. Bymuren blev bygget under Sui-dynastiet (591). Den var hovedstad for kongedømmet Wu Yue under De fem dynastiers og ti kongedømmers tid i 900-tallet.
Byens ældste buddhisttempel antages at være Lingyin Si ("sjælens hvile"), som imidlertid er blevet ødelagt og genopbygget en række gange, ligesom meget andet i byen. Den nuværende tempelbygning blev færdig i 1910.
Hángzhōu var hovedstad for Det sydlige Song-dynasti fra 1127 til 1279. Den hed da 'Lin'an, og kom op på en befolkning på over 450.000 mennesker. På den tid voksede Hángzhōu frem som den kinesiske civilisations centrum, da de områder som man ellers betragtede som det kinesiske kerneområde (i og omkring Henan) var kommet under fremmed dominans. Herskerne tilhørende Jin-dynastiet (1115-1234) i nord tilhørte en etnisk minoritet. En række filosoffer, politikere, digtere og forfattere slog sig ned i Hángzhōu, som f.eks. digterne Su Shi, Lu You og Xin Qiji.
I 970 ble den 100 meter høje Liuhepagoden bygget ved Qiantang-flodens nordlige bred, men den brød sammen i 1121. I 1156 blev den genopbygget med den mere bærekraftige højde af 60 m.
I 1089 byggede Su Shi et 2,8-km langt dige over Xi Hu-søen, som Qingkejseren Qianlong senere anså som særlig attraktiv tidlig på morgenen om foråret. Søen er kunstig, og på i de fleste sider omgivet af bakker. Baoshi-pagoden ligger på toppen af en af bakkerne mod nord.
Yue-Wang Miao "Kong Yues Tempel" nær Xihu ble oprinnelig bygget i 1221 til minde om general Yue Fei, som mistede livet på grund af politisk forfølgelse.
Den venetianske rejsende Marco Polo (1254-1324) besøgte Hángzhōu i slutningen af 1200-tallet og beskrev byen som den «indiskutabelt fineste og ædleste i hele verden». Odoricus af Pordenone (ca. 1286-1331) kom også der – han kaldte byen Camsay og priste dens skønhed og rigdom. Også den arabiske rejsende Ibn Battutah (1304)-(1368|69) har efterladt detaljerede skildringer. Kinesere, mongoler, nestorianske kristne og buddhister fra mange lande boede sammen i harmoni i Hángzhōu.
Også efter at mongolerkejserne erobrede det sydlige Song og gjorde Beijing (da kaldt Khanbalik) til sin hovedstad i 1279, forblev Hángzhōu et vigtigt center for handel. Byen var havneby frem til midten af Ming-dynastiet men da var havnen så mudret af sedimenter fra floden at den ikke længere kunne benyttes. Skibshandelen flyttede gradvis over først til Ningbo i øst og deretfer til Shanghai i nord.
Byen forblev et fremragende kulturelt center helt til 1861-1863, da den blev hærget og ødelagt under det blodige Taipingoprøret. Først indtog Taipingoprørerne byen, og derefter blev den generobret af kejserlige styrker. I alt blev 600.000 af byens indbyggere dræbt, og de øvrige blev spredt for alle vinde, begik selvmord eller døde af sult og epidemier. Genopbygningen af byen tog lang tid, og den blev aldrig den samme. Under 1911-revolutionen mod Qing-dynastiet blev byen indtaget af Chiang Kai-shek. Under anden verdenskrig var den okkuperet af japanerne. Den blev ikke særlig ramt af den kinesiske borgerkrig 1946-1949. Kommunisterne erobrede byen den 3. maj 1949.

## Økonomi
Hángzhōus industrier har traditionelt været tekstil, silke og maskinvarer, men har senere udviklet elektronisk og anden letindustri, særlig efter der blev åbnet for økonomisk virksomhed i 1992. Turisme er også blevet et vigtigt erhverv for byen.

## Trafik

### Metro
Hangzhou Metro er under opførelse og det er meningen at den skal have otte linjer når den er færdig. Den første linje skal efter planen åbnes 28. december 2011.

### Veje
Kinas rigsvej 104 løber gennem storbyen. Den begynder i Beijing, løber mod syd via Dezhou til Jinan, Xuzhou, Nanjing, Hangzhou, Wenzhou og ender op i Fuzhou.
Kinas rigsvej 320 går også gennem området. Den begynder i Shanghai og løber mod sydvest til grænsen mellem provinsen Yunnan og Burma. Undervejs passerer den blandt andet Hangzhou, Nanchang, Guiyang, Kunming og Dali.
Kinas rigsvej 329 begynder i Hangzhou og går mod øst via Shaoxing og Ningbo til Putuo på Zhoushanøerne.
30°18′14.87″N 120°8′47.34″Ø / 30.3041306°N 120.1464833°Ø

## Myndigheder
Den lokale leder i Kinas kommunistiske parti er Zhou Jiangyong. Borgmester er Liu Xin, pr. 2021.

## Personer fra Hangzhou
- Zhong Shanshan (1954-), forretningsmand, milliardær, født i Hangzhou[3]
- Li Xing (1962-), dansk-kinesisk forsker, professor
- Jack Ma (1964-), forretningsmand, milliardær, født i Hangzhou